# Antolín Astorga Díez
Antolín Astorga Díez (16. února 1906, Aguilar de Campoo – 28. července 1936, Belinchón) byl španělský římskokatolický kněz, řeholník Řádu augustiniánů a mučedník. Katolická církev ho uctívá jako blahoslaveného.

## Život
Narodil se 16. února 1906 ve městě Aguilar de Campoo.
Stal se knězem a řeholníkem v klášteře Augustiniánů v Uclés. Poté odešel do Ceuty a Cádizu, kde zažil pálení posvátných předmětů. Následně se vrátil zpět do Uclés.
Dne 27. července 1936 byl zatčen spolu se spolubratry Josém Gutiérrezem Arranzem, Josém Aureliem Calleja de Hierro, Enriquem Serra Chorro, diecézním knězem Vicentem Toledano Valenciano a několika studenty.
V noci byli odvezeni na místo zvané Las Emes poblíž Belinchónu a zde zastřeleni.

## Proces blahořečení
Dne 2. června 1953 byl zahájen jeho proces blahořečení. Do stejného procesu byli zařazení také tři jeho spolubratři a kněz Vicente Toledano Valenciano. Následně byl 27. dubna 1990 proces spojen s dalšími procesy, a tím vznikla skupina 104 mučedníků z řádu augustiniánů a diecézního kléru.
Dne 1. června 2007 uznal papež Benedikt XVI. jejich mučednictví. Blahořečeni byli 28. října 2007.